# Sporting Clube de Portugal B
Sporting Clube de Portugal B é uma equipa portuguesa de futebol. É a equipa secundária do Sporting Clube de Portugal que não pode jogar na mesma divisão da sua equipa principal.
O Sporting tinha uma equipa B até a temporada 2003/04 que foi refundada em 2012/13, quando um novo conjunto de regras relativas a equipas B foram introduzidas no sistema do futebol Português. Para a temporada 2012/13, mais cinco equipas B, ao lado de Sporting B, foram refundadas e estabeleceram-se na Segunda Liga. O Sporting B é inelegível para a promoção para a Primeira Liga e não pode jogar a Taça de Portugal ou a Taça da Liga. 
Na temporada 2018/19, aquando da descida da equipa ao Campeonato de Portugal, esta equipa foi extinta.
Em 2020 o Presidente Frederico Varandas volta a refundar a equipa B para jogar o Campeonato de Portugal, o equivalente à terceira divisão nacional.
O clube joga no Estádio Aurélio Pereira, que tem uma capacidade de 1 200 espectadores.

## História

### Renascimento
Antes do final da temporada 2011/12 do futebol em Portugal, sete clubes da Primeira Liga anunciaram o seu interesse na construção de uma equipe B para preencher os seis lugares vagos disponíveis para competir na Segunda Liga para a temporada de 2012/13.Desses sete, cinco clubes foram selecionados para participar da competição, considerando a sua posição na Primeira Liga de 2011/12, bem como o Marítimo, uma vez que eles já tinham uma equipe B a competir.
O LPFP que organiza as camadas de futebol profissional em Portugal anunciou que para os clubes a competir na Segunda Liga de 2012–13 teriam que pagar 50.000 €. Além disso, a LPFP também exigiria os clubes a seguir novas regras de seleção de jogador, em que cada equipe 'B' deve ter um pelotão de no mínimo dez jogadores que foram formados do clube, bem como ter um requisito de idade entre 15 e 21 anos. A LPFP também passou a ver que os clubes são incapazes de competir em competições de taça, bem como ganhando a promoção, devido à possibilidade de jogar da equipa sénior. Cada equipe 'B' pode ter 3 jogadores acima de 23 anos.
No final de maio de 2012, foi anunciado oficialmente que os seis clubes da Primeira Liga B iriam, competir na Segunda Liga de 2012–13, o que aumentaria o número de equipes na liga de 16 para 22 de bem como aumentar o número de jogos necessários para desempenhar uma estação de trinta a quarenta e dois jogos de jogos.
Em 2020 e aproveitando futuras alterações às divisões inferiores do futebol Português, foi posta a hipótese de refundar a equipa B um ano antes do planeado. A equipa junta-se assim ao grupo G do Campeonato de Portugal.

## Plantel Atual
Atualizado em 08 de Outubro de 2020.
Legenda
- : Capitão
- : Jogador lesionado/contundido
- +: Jogador em fase final de recuperação
- +: Jogador que volta de lesão/contusão
- : Jogador suspenso

## Jogadores Notáveis
| Portugal - Afonso Martins - Beto - Carlos Marques - Carlos Saleiro - Chiquinho Delgado - Cristiano Ronaldo - Custódio Castro - Fernando Dinis - Gisvi - Hélder Rosário - Hugo Machado - Hugo Viana - João Paiva - José Fonte - José Semedo - Luís Dias - Luís Lourenço - Mangualde - Márcio Ramos - Marinho - Miguel Ângelo - Miguel Garcia - Miguel Vargas - Nuno Santos - Paulo Teixeira - Ricardo Quaresma - Santamaria - Valdir - Vasco Matos | Estrangeiros - Mateus - Jorge Vidigal - Dady - Hugo Évora - Houssine Kharja - Paíto - Nauzet Fernández |  |

## Palmarés
- II Divisão - Série Sul: 1 (2001/02)